# ФВД (бронеавтомобиль)
«ФВД» (также «FWD») — лёгкий пулемётный бронеавтомобиль Белой армии в Гражданской войне в России 1917—1923 годов. Разработан на базе полноприводного (4×4) шасси автомобиля американской фирмы FWD. Был изготовлен в единственном числе в конце 1918 года и, под именем собственным «Россия», применялся частями ВСЮР в боях на Южном фронте Гражданской войны в 1918—1919 годах.

## История создания и производства
Вскоре после Октябрьской революции 1917 года Российская республика как единое государство перестала существовать, и на её территории стремительно возникло большое количество государственных образований. Многие из них были весьма эфемерны, но некоторые практически являлись полноценными, мощными государствами. В неспокойной обстановке Гражданской войны эти новые государства, пытаясь обеспечить своё выживание, формировали армии и старались оснастить их по возможности новейшим оружием. Часть этих государств могла, в принципе, рассчитывать на помощь Антанты, однако так можно было получить главным образом лёгкое оружие. Кроме того, доступ к этой помощи сильно осложнялся вопросами логистики.
Желанным оружием для большинства этих армий были бронеавтомобили. В годы Первой мировой войны Русская Императорская армия с успехом применяла броневики самых разных типов, но в неразберихе конца 1917 года бо́льшая их часть осталась в руках большевиков и сочувствующих им местных правительств. Чтобы хоть как-то компенсировать недостаток бронеавтомобилей, наиболее мощные Белые армии в ходе Гражданской войны активно использовали различные импровизированные бронемашины, собранные силами полевых мастерских или машиностроительных заводов в подконтрольных им городах из того, что было «под рукой». В результате в воюющих армиях начали появляться самые разнообразные бронеавтомобили, внешний вид которых мог быть как достаточно каноническим, так и откровенно несуразным. Как правило, такие «кустарные» броневики не были полноценными бронеавтомобилями, несли лишь частичную защиту, выпускались в количестве 2—3 экземпляров и впоследствии «кочевали» по различным армейским соединениям.
Попадались, впрочем, и весьма примечательные образцы, хотя и они в абсолютном большинстве случаев существовали в единичном экземпляре. К таковым, в частности, относится пулемётный бронеавтомобиль, разработанный в конце 1918 года инженерами в мастерских города Тихорецка, подконтрольного в то время ВСЮР. Проект использовал полноприводное (4×4) шасси коммерческого грузовика американской фирмы FWD и представлял из себя полностью бронированную десантно-штурмовую машину с пулемётным вооружением. Единственный экземпляр бронеавтомобиля был изготовлен осенью 1918 года.

## Описание конструкции
Хотя конкретная модель автомобиля, послужившего базой для бронемашины, неизвестна, это был, вероятнее всего, FWD model B грузоподъемностью 1,5—3,0 тонны, один из наиболее массовых грузовиков фирмы, находившийся в производстве с 1913 года. Силовым агрегатом на данной машине (как, впрочем, почти на всех грузовиках FWD) являлся рядный 4-цилиндровый 6,5-литровый двигатель марки Wisconsin мощностью 56 л.с., размещавшийся под кабиной водителя. Механическая трансмиссия состояла из трёхступенчатой коробки передач с шестернями постоянного зацепления, раздаточной коробки и блокируемого межосевого дифференциала. Подрессоривание ведущих мостов осуществлялось с помощью продольных листовых рессор. Тормоза с наружными колодками имели 2-контурный механический привод и действовали на все колёса. Бронеавтомобиль использовал деревянные спицованные колёса с литыми шинами, односкатные на всех мостах. Максимальная скорость автомобиля на дорогах с твёрдым покрытием достигала 16 км/ч.
На шасси устанавливался коробчатый бронекорпус упрощённых форм. Одной из особенностей бронекорпуса являлось полное бронирование транспортной площадки, что позволяло использовать бронеавтомобиль в том числе для перевозки десанта. На крыше корпуса устанавливались две пулемётные башни кругового вращения, напоминавшие таковые у бронеавтомобилей «Остин» (собственно, башни могли быть попросту сняты с разбитых или разбронированных «Остинов», либо были собраны заново по образцу таковых). Каждая башня несла по одному 7,62-мм пулемёту «Максим» с броневой защитой кожуха ствола. Экипаж, таким образом, составлял 4—6 человек без учёта десанта: командир, шофёр и 2-4 пулемётчика.

## Служба и боевое применение
О боевом применении бронеавтомобиля известно немногое. Под именем собственным «Россия» он использовался частями Добровольческой армии и ВСЮР в боях 1918—1919 годов. Дальнейшие следы броневика теряются, и не исключено, что он был брошен или уничтожен при отступлении частей Белого движения на юг зимой 1919-20 года.

## Бронеавтомобиль FWD 1917 года
Попытки использовать технически перспективную базу полноприводного грузовика FWD имели место и в Русской Императорской армии. В частности, в 1916 году на Путиловском заводе был разработан пушечный бронеавтомобиль, использовавший шасси 3-тонного полноприводного грузовика фирмы FWD. Задание на постройку 20 бронеавтомобилей данного типа с 76-мм горной пушкой обр. 1904 года было получено Путиловским заводом летом 1916 года, однако лишь в конце 1917 завод сообщил об изготовлении одного бронеавтомобиля. Дальнейшие работы были прекращены в связи с Октябрьской революцией. Судьба построенной машины неизвестна.